# Ne gledaj mi u pijat (2016.)
Ne gledaj mi u pijat debitantski je film redateljice i scenaristice Hane Jušić, premijerno prikazan 2016. godine na 73. Venecijanskom filmskom festivalu u natjecateljskom programu "Dani autora" (tal. Giornate degli Autori) gdje je i osvojio nagradu FEDEORA-e za najbolji europski film. 
Na filmskom festivalu u Puli film je osvojio Zlatnu arenu za režiju (Hana Jušić), Zlatnu arenu za najbolju glavnu žensku ulogu (Mia Petričević), Zlatnu arenu za najbolju sporednu žensku ulogu (Arijana Čulina), Zlatnu arenu za kostimografiju (Katarina Pilić), Nagradu Oktavijan i Priznanje ocjenjivačkog suda Mladi Filmofili za najbolji hrvatski dugometražni film.

## Uloge
- Mia Petričević kao Marijana
- Nikša Butijer kao Zoran
- Arijana Čulina kao Vjera
- Zlatko Burić kao Lazo
- Karla Brbić kao Anđela

## Vanjske poveznice
- www.kinorama.hr – Ne gledaj mi u pijat
- Hrvatski audiovizualni centar – Ne gledaj mi u pijat